# یواس‌اس هورن (سی‌جی-۳۰)
یواس‌اس هورن (سی‌جی-۳۰) (به انگلیسی: USS Horne (CG-30)) یک کشتی بود که طول آن ۵۴۷ فوت (۱۶۷ متر) بود. این کشتی در سال ۱۹۶۴ ساخته شد.